# Державина, Ольга Александровна
О́льга Алекса́ндровна Держа́вина (22 июня 1901 — 25 декабря 1985) — советский литературовед, историк литературы, доктор филологических наук.

## Биография
Родилась в семье потомственного священника, богослова и поэта А. М. Державина (1871—1963). Мать — Лидия Константиновна Державина (урожденная Приорова), также из священнической семьи. В юности мечтала стать театральным режиссёром, но по совету отца занялась историей древнерусской литературы.
В 1958 году защитила докторскую диссертацию «Историческая повесть первой трети XVII века: опыт литературного анализа „Летописной книги“, приписываемой кн. И. М. Катыреву-Ростовскому, „Временника“ Ивана Тимофеева и „Сказания“ Авраамия Палицына» (в двух томах).
Работала в Институте мировой литературы им. А. М. Горького (группа по изучению древнерусской литературы, позднее — сектор древнерусской литературы, в настоящее время отдел изучения древнеславянских литератур) и Московском государственном педагогическом институте.
Похоронена на Пятницком кладбище в Москве вместе с родителями.

## Основные работы
Монографии
- Фацеции. Переводная новелла в русской литературе XVII века. М., 1962.
- «Великое Зерцало» и его судьба на русской почве. М.: Наука 1965. — 438 с.
- Древняя Русь в русской литературе XIX века (Сюжеты и образы древнерусской литературы в творчестве писателей XIX в.). М., 1990. — 416 с.

Издания литературных памятников
- Временник Ивана Тимофеева. М., Л.: Издательство Академии наук СССР, 1951. — 511 с.
- Сказание Авраамия Палицына. М., Л.: Издательство Академии наук СССР, 1955. — 344 с.
- Первые пьесы русского театра. М.: Наука, 1972. — 511 с.
- Русская драматургия последней четверти XVII и начала XVIII в. М.: Наука, 1972. — 368 с.
- Пьесы столичных и провинциальных театров первой половины XVIII в. М.: Наука, 1975. — 734 с.

Статьи
- Повесть древнерусская // Краткая литературная энциклопедия / Гл. ред. А. А. Сурков. — М.: Сов. энцикл., 1962—1978. Т. 5: Мурари — Припев. — 1968. — Стб. 817—820.
- Фацеция // Краткая литературная энциклопедия / Гл. ред. А. А. Сурков. — М.: Сов. энцикл., 1962—1978. Т. 7: «Советская Украина» — Флиаки. — 1972. — Стб. 907—908.
- Пролог в творчестве русских классиков XVIII — XX вв. и в фольклоре // Литературный сборник XVII века Пролог. М., 1978. С. 155—172.